# Tipula (Lunatipula) truncata
Tipula (Lunatipula) truncata is een tweevleugelige uit de familie langpootmuggen (Tipulidae). De soort komt voor in het Palearctisch gebied.